# 中村弓子
中村 弓子（なかむら ゆみこ、1944年3月 - ）は、日本の哲学者、フランス文学者、お茶の水女子大学名誉教授。キリスト教文学、ベルクソン哲学などを専攻。
中村草田男の三女として東京都に生まれる（草田男の代表句「萬緑（ばんりょく）の中や吾子の歯生え初むる」は弓子を詠んだ作である）。1967年、東京大学教養学部フランス科卒。1973年、同大学院人文科学研究科仏文科修士課程修了、東大文学部助手。1976年、お茶の水女子大学専任講師。1980年、助教授。1992年、教授。2008年、定年退任、名誉教授。2025年、瑞宝中綬章受章。父草田男の創刊した俳誌「萬緑」の発行人も務める。

## 著書
- 受肉の詩学 ベルクソン/クローデル/ジード みすず書房 1995.12
- わが父 草田男 みすず書房 1996.3
- 心身の合一 ベルクソン哲学からキリスト教へ 東信堂 2009.3
- 哲学者と詩人 ベルクソンとクローデル 東信堂 2025.1

### 共編
- 中村草田男全集別巻 アルバム・資料 / 貞弘衛共編 みすず書房 1991.12

## 翻訳
- レヴィ＝ストロース 構造と不幸 C.バケス=クレマン 伊藤晃、松崎芳隆共訳 大修館書店 1974
- ルルドへの旅・祈り アレクシー・カレル 春秋社 1983.12
- アベラールとエロイーズ / エチエンヌ・ジルソン みすず書房 1987.3
- ユートピアと文明 輝く都市・虚無の都市 ジル・ラプージュ 共訳 紀伊国屋書店 1988.6

## 参考
- J-GLOBAL研究者情報
- 「わが父草田男」